# Hademstorf
Hademstorf er en kommune i Samtgemeinde Ahlden i Landkreis Heidekreis i den centrale del af den tyske delstat Niedersachsen. Kommunen har et areal på 9,23 km², og et indbyggertal på godt 800 mennesker (2013).

## Geografi
Hademstorf ligger mellem Walsrode og Hannover øst for floden Aller. Øst for byen ligger det 18 hektar store Naturschutzgebiet Bansee .